# Simplemente María (telenovela de 2015)
 Simplemente María  es una telenovela mexicana producida por Ignacio Sada Madero para Televisa. Es la segunda adaptación hecha en México del clásico del mismo nombre, original de Celia Alcántara.
Protagonizada por Claudia Álvarez, José Ron y Ferdinando Valencia, con las participaciones antagónicas de Arleth Terán y Carmen Becerra. Con las actuaciones estelares de los primeros actores Ana Martín, Humberto Elizondo, Norma Lazareno, Beatriz Moreno y Carlos Bonavides.

## Argumento
La inocente provinciana María Flores deja su pequeño poblado en el campo, buscando un mejor porvenir económico con destino a la Ciudad de México. Consigue empleo como sirvienta en una casa de familia. Alejandro Rivapalacio Landa es un joven estudiante de medicina, hijo de un importante doctor quien al conocer a María queda impactado con su belleza, pero este después de ella quedar embarazada termina su relación con María; pues para el solo fue un pasatiempo. Además su familia jamás aceptaría que él se case con una mujer de clase inferior a la suya, en especial su hermana mayor  Vanessa Rivapalacio Landa quien está empeñada en llevar al noviazgo a su hermano con Karina, una mujer obsesionada por el amor de Alejandro quien se alía con Vanessa para hacerle daño a María.
Cristóbal Cervantes Núñez, un humilde profesor que vive con su madre Doña Feli y su hermana menor, conoce a María y se ofrece a ayudarla dada la angustiante situación en la que se encuentra, después de que tuvo que abandonar el trabajo como sirvienta debido a que el señor de la casa intento abusar de ella y a diversas circunstancias que no la favorecen en lo absoluto. La acoge en su casa y le enseña a leer y escribir. A su vez María comienza a iniciarse como costurera, labor que termina realizando muy bien. Cuando nace Juan Pablo, el hijo de María, Cristóbal quien se ha enamorado de ella le confiesa sus sentimientos, pero María ya herida y desengañada una vez se niega a enamorarse de nuevo, así que decide salir adelante por su cuenta.
Con el paso del tiempo su esfuerzo fue recompensado, al convertirse en una respetada diseñadora con su propia casa de modas, y su hijo Juan Pablo ya es un jovencito fuerte y apuesto. Las circunstancias harán que María finalmente corresponda los sentimientos de Cristóbal, pues él nunca ha dejado de amarla. A su vez, Juan Pablo conoce a Lucía Arenti Rivapalacio, una linda y dulce joven que resulta ser hija de nada más ni nada menos que de su tía Vanessa, quien aún sigue odiando a María por tener una atracción incestuosa hacia su hermano Alejandro, y ahora que se entera de que su hija está enamorada del hijo de su peor enemiga, su venganza no se hará esperar, iniciándose así una dura lucha para María al tener que hacerle frente a una enemiga demasiado peligrosa.
Además Alejandro reaparecerá en la vida de María y Juan Pablo reclamando la paternidad de su hijo y arrepentido del daño que le causó a la mujer de la que ahora esta seguro amar, pues Karina le ha hecho la vida imposible asesinando a la mujer con la cual este estaba casado y provocándole la muerte al hijo que esta estaba esperando de Alejandro.
María se enfrenta a la duda de quien en verdad merece su amor, después de que Sonia Aspíllaga una inescrupulosa mujer levante intrigas para separar a María y a Cristóbal. En este punto aparecen Rodrigo Aranda, un colega de Alejandro y el conde Enrique Montesinos Villarnau, quienes estarán dispuestos a todo con tal de ganarse el amor de María y hacerla su esposa.
María tendrá más problemas cuando tenga que enfrentarse a la terrible maldad de Vanessa; quien después de intentar asesinar a balazos a su propia hija y a Juan Pablo y provocarle la muerte al padre de María; se convierte en una prófuga de la justicia al fingir su muerte para escapar de prisión e inventará diversas identidades con ayuda de un conocido delincuente a quien seduce para beneficio propio.
A causa de esta impresión Lucía muere víctima de una hemorragia cuando da a luz al hijo que estaba esperando de Juan Pablo, se descubre que Vanessa no es una Rivapalacio pues en verdad es hija del ama de llaves de la mansión y por lo tanto Lucía y Juan Pablo nunca tuvieron lazo de sangre alguno.
Enrique con la excusa de firmar un contrato con María la droga y le hace creer que tuvo intimidad con él, Cristóbal aparece quien al ver a María desnuda y en la cama del Conde decide terminar definitivamente su relación con ella. 
Para lograr vengarse y causar todo tipo de daño, Vanessa le provoca un aborto a Estela quien ahora está casada con su exesposo y asesina a su propio padre; quien muere arrepentido del daño que le hizo a María y al haber despreciado a su nieto. Vanessa secuestra a María; quien después de un accidente pierde la memoria y la hace pasar como a su hermana para hacerle creer que siempre ha sido una mujer de la vida fácil para torturarla moral y físicamente. Vanessa le arrebata a María la hija que estaba esperando de Cristóbal para hacerle creer que nació muerta, quien junto a Alejandro y Juan Pablo la buscan insaciablemente, deja a la criatura en un orfanato, en donde María después de escapar del lugar en donde Vanessa la tenía encerrada acude a trabajar; quien se dedica a cuidar a la niña sin saber que es su verdadera hija.

## Elenco
- Claudia Álvarez como María Flores Ríos de Cervantes
- José Ron[3]como Alejandro Rivapalacio Landa
- Ferdinando Valencia[4]como Cristóbal Cervantes Núñez
- Arleth Terán como Vanessa Rivapalacio Landa de Arenti
- Ana Martín como Felicitas Núñez Vda. de Cervantes "Doña Feli"
- Humberto Elizondo como Adolfo Rivapalacio Balaguer
- Eleazar Gómez como Juan Pablo Flores Ríos / Juan Pablo Rivapalacio Flores
- Alejandra Robles Gil como Lucía Arenti Rivapalacio
- Michelle Ramaglia como Crispina Jaramillo de Calleja "Pina"
- Ricardo Franco como Laureano Calleja
- Francisco Rubio como Marco Arenti Serrano
- Carmen Becerra como Karina Pineda Hurtado
- Claudia Troyo como Estela Lozano
- Beatriz Moreno como Hortensia Miranda
- Carlos Bonavides como Inocencio Buenrostro Falcón
- Héctor Sáez como Zacarías Sánchez Mena
- Norma Herrera como Doña Carmina
- Daniela Basso como Yolanda Bustos de Garza
- Miguel Martínez como Fabián Garza Treviño
- Erik Díaz como Fausto Garza Treviño
- Norma Lazareno como Olivia Aparicio Vda. de Bazaine
- Marcelo Córdoba como Rodrigo Aranda
- Tania Lizardo como Magdalena Flores Ríos
- Silvia Manríquez como Marcela Arriaga
- Jessica Díaz como Nayeli Cervantes Núñez
- Cinthia Aparicio como Coral Moreno Sánchez de Cervantes
- Roberto Romano como Gustavo "Tavo" Cervantes Núñez
- Mónica Sánchez-Navarro como Georgina Landa Mendizábal de Rivapalacio
- Claudia Ortega como Belén Sánchez
- Mariluz Bermúdez como Diana Bazaine Aparicio de Rivapalacio
- Carlos Athié como Ulises Mérida
- Eduardo Shacklett como Eugenio Galindo
- Estefanía Romero como Dolores Serna
- Hugo Aceves como Tomás Flores Ríos
- Lore Graniewicz como Claudia Lascuráin
- Sahit Sosa como Diego Flores Ríos
- Juan Pablo Rocha como Raúl
- Roberto Blandón como Enrique Montesinos Villarnau
- Vanessa Terkes como Sonia Aspíllaga[5]
- Rebeca Gucón como Paloma Montesinos
- Fernando Robles como Don Juan Flores
- Pietro Vannucci como Dr. Horacio De La Fuente
- Jonnathan Kuri como Conrado Ricalde
- Marychuy Aramburo como Zoé Garza Bustos
- Julio Vallado como Iván Sarabia
- Javier Ruán como Heriberto Rojas
- Zaide Silvia Gutiérrez como Zenaida Jaramillo
- Arsenio Campos como Eugenio Ceniceros
- Lilia Aragón como Constanza Villarnau Vda. de Montesinos
- Ricardo Barona como Luis
- Eva Cedeño como Bertha de Mérida
- Óscar Ferreti como Profesor Jiménez
- Elena Carrasco como Piedad
- Josué Arévalo como Isauro Correa
- Rebeca Mankita como Úrsula Lobato
- Diana Golden como Thelma Lobato
- Maricruz Nájera como Conchita
- Óscar Bonfiglio como Lic. Castillo
- Benjamín Islas como Director
- Eivaut Rischen como Didier
- Virginia Marín como Enriqueta "Queta"
- Rocío Lázaro como Norma
- Sergio Acosta como El Zopilote
- Marina Marín como Madre Superiora
- Amparo Garrido como Madre Benigna
- Miranda Kay como Nayeli Cervantes Núñez (niña/joven)
- Carlos Meza como Gustavo "Tavo" Cervantes Núñez (niño)
- Shaula Satinka como Coral Moreno Sánchez (niña)
- Evelyn Ximena como Magdalena Flores Ríos (niña)
- Omar Yubelli como Gustavo "Tavo" Cervantes Núñez (joven)
- Salma Ponce de León como Coral Moreno Sánchez (joven)
- Patricio de la Garza como Martín
- Fede Porras como Juan Pablo Flores Ríos (niño)
- Ana Paula Martínez como Lucía Arenti Rivapalacio (niña)
- Vicky Álvarez como María Encarnación Ríos de Flores
- Zuria Vega como Virginia de Rivapalacio

## Premios y nominaciones

### Premios TvyNovelas 2017
| Categoría                | Persona             | Resultado |
| ------------------------ | ------------------- | --------- |
| Mejor actriz protagónica | Claudia Álvarez     | Nominada  |
| Mejor actor coestelar    | Ferdinando Valencia | Nominado  |

## Versiones
- Telenovela 'Simplemente María (Argentina, 1967) con Irma Roy, Alberto Argibay y Rodolfo Salerno.
- Telenovela Simplemente María (Perú, 1969, Panamericana TV) con Saby Kamalich, Ricardo Blume y Braulio Castillo.
- Telenovela Simplemente María (Brasil, 1970, TV Tupi) escrita por Benjamin Catan, con Yoná Magalhães, Ênio Gonçalves y Carlos Alberto.
- Telenovela Simplemente María (Venezuela, 1971; Cadena Venezolana de Televisión, hoy Venezolana de Televisión) con Carmen Julia Álvarez, Eduardo Serrano y José Luis Rodríguez.
- Película Simplemente María (Argentina, 1972) con Saby Kamalich, Rodolfo Salerno y Braulio Castillo.
- Telenovela Rosa... de lejos (Argentina, 1980, ATC) con Leonor Benedetto y Juan Carlos Dual.
- Telenovela Simplemente María (México, 1989, Televisa) con Victoria Ruffo, Manuel Saval y Jaime Garza.